# Río Zalomka
El río Zalomka es un río kárstico en la parte sur de Bosnia y Herzegovina, y uno de los ríos de hundimiento más grandes del país y del mundo. Recoge sus aguas del Polje Gatačko. 

## Geografía
El río Zalomka en su curso superior atraviesa el Polje Gatačko, y en una sección desde Rašćelice a Fojnica se llama Đerope. Después de pasar por un desfiladero poco profundo, el río entra en el Polje Nevesinjsko, donde también se le llama el río Kolješka. 
Los principales afluentes del Zalomka son el Batuša, el arroyo Markov, Novaci, Jamnik, el arroyo Sopiljski alias "Babova Jama" (Jama = hoyo), río Zovidol, Bukovik y Vučine. 
La cuenca del río Zalomka, particularmente en la parte del Polje Nevesinjsko, es una depresión tectónica que está limitada por cordilleras de diferentes alturas y tierras altas. El extremo sur del polje está enmarcado por montañas relativamente bajas, mientras que limita con la montaña Velež al este, al norte con la montaña Crvanj y la meseta de Morina al noreste, al este-sureste están las montañas de Bjelasnica y Bab. Los límites exactos de la meseta y las cuencas hidrográficas son difíciles de determinar en el karst debido a la extrema porosidad y agrietamiento de la piedra caliza que drena el agua subterránea. 

## Hidrología
A lo largo de su curso, el Zalomka va dejando una parte de sus aguas en numerosos estavelles, el más grande de los cuales es el último cerca del pueblo de Biograd, que es también el lugar más bajo de la zona a 799 m. Con una capacidad de filtración de 110 m3/s, este estavelle particular es uno de los más grandes en el karst de los Alpes Dináricos. Está directamente vinculado a la fuente del Buna, que está situada a 37 m snm, de modo que la gran diferencia de altura se refleja en la velocidad del flujo de agua subterránea, cuya velocidad teórica  es de hasta 33,67 m/s, lo que lo convierte en el flujo subterráneo más rápido en el karst Dinárico. La relación entre el nivel de agua más alto y más bajo en el subsuelo es de 312 m, que es la amplitud más grande del mundo. 
El Zalomka conserva sus aguas durante aproximadamente 200 días al año. Durante la estación seca, el Zalomka se seca significativamente en la mayor parte de su curso, dejando pozas ricas en peces y también adecuadas para nadar. Durante el final del invierno y la mayor parte de la primavera, el nivel de agua aumenta significativamente. 

## Proyectos de hidroelectricidad y amenazas de degradación kárstica-ambiental
Independientemente del alto valor ecológico y una vulnerabilidad aún mayor, los planes de aprovechamiento de la energía hidroeléctrica   en el karst del este de Herzegovina de Bosnia y Herzegovina son considerados seriamente por los gobiernos municipales y las entidades con la reactivación de un antiguo plan: el plan "Horizontes Superiores", por lo que se trabaja en la primera etapa del proyecto que ya está en marcha con la construcción de una presa como depósito de la central hidroeeléctrica de Dabar en el Polje Dabarsko. 

Zona de captación de Ombla entre Bosnia y Croacia que se alimenta de las aguas del Trebišnjica

El concepto básico del proyecto consiste en el desvío de la mayoría de las aguas del Polje Gatačko hacia el río Zalomka. Luego, se construirá una presa en el río en el Polje Nevesinjsko en Pošćenje, a solo tres kilómetros río arriba de la principal estavelle (sinkhole) en Biograd. Una parte del Polje Nevesinjsko terminará sumergido, pero lo más importante es que el sumidero de Biograd se dejará seco. Parte del agua de este reservorio debe usarse para la planificada central de Nevesinje, y otra parte debe desviarse a través de un túnel planificado hacia el manantial existente de Vrijeka en el Polje Dabarsko, donde se construirá otra planta de energía, la central de Dabar. Desde el Polje Dabarsko, estas aguas atravesarían otro túnel hasta el Polje Fatničko y luego se canalizarían a través del polje hacia el túnel que finalmente desviará estas aguas a Bileća y al lago Bilećko existente en el río Trebišnjica.  
La central hidroeléctrica de Dabar y la de Nevesinje son prácticamente las instalaciones principales del proyecto hidroeléctrico "Horizontes Superiores", sin embargo, está prevista la construcción de la central hidroelérctrica de Bileća, así como una ampliaciones de las instalaciones existentes en el río Trebišnjica, ya que el desvío maximizaría y estabilizaría el caudal anual del río, a saber, lacentral de Trebinje 1, central Trebinje 2 y central de Dubrovnik 1 en Plat cerca de Cavtat en Croacia, más la construcción de otra planta de energía, central de Dubrovnik 2 en Ombla, en lo profundo de la cueva del manantial. Este intento ya fue criticado por la comunidad de la región de Dubrovnik, con varias ONG a la cabeza - su principal argumento es un costo demasiado alto, dado el valor ecológico y la alta biodiversidad del sistema de cuevas de Ombla que van a ser destruidos a cambio de una poca electricidad. 
Además de los múltiples efectos negativos habituales de los proyectos hidro-técnicos y de hidro-ingeniería emprendidos en el karst, donde como resultado se ha producido una degradación kárstica-ambiental, la principal preocupación es la destrucción de ecosistemas subterráneos por secado o inmersión, y la destrucción de la biodiversidad, el proyecto "Horizontes Superiores" tomará del flujo directo del Neretva cca 15 m3/s a  través de los afluentes Buna, Bunica y Bregava. Esto afectará al Bajo Neretva, donde la eventual destrucción del ecosistema se ha convertido en una amenaza evidente para la vida de las personas.   
El principal argumento en los círculos ambientales es que el proyecto "Horizontes Superiores" y la decisión sobre su viabilidad se basan en investigaciones realizadas hace más de setenta años. (Kraška polja… 1967).
El permiso de ubicación para la construcción ya ha sido emitido.